# 2544 Gubarev
2544 Gubarev (1980 PS) là một tiểu hành tinh vành đai chính được phát hiện ngày 6 tháng 8 năm 1980 bởi Vavrova, Z. ở Klet.